# Генрих II (герцог Брабанта)
Генрих II Великодушный (фр. Henri II le Magnanime; 1207, Лёвен — 1 февраля 1248, Лёвен) — герцог Брабанта с 1235 года. Сын Генриха I и Матильды Булонской. Двор Генриха говорил преимущественно по-французски.

## Биография

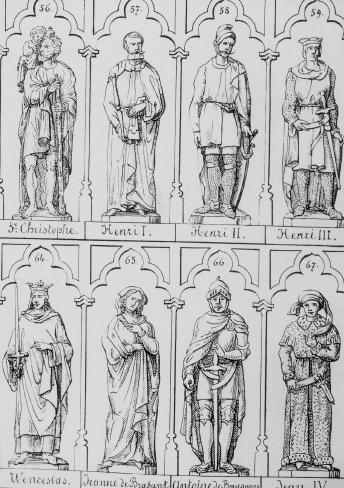
Св. Христофор, Генрих I, Генрих II, Генрих III из «Monographie de l’Hôtel de ville de Louvain» Адольфа Эверартса (1872)

Продолжал начатую отцом политику расширения герцогства на восток, что приводило к конфликтам с Льежским епископством, с одной стороны, и к союзу с императором Фридрихом II, с другой. Благодаря союзу Генриха с императором в состав герцогства вошло графство Далем. Война между епископом Льежа и Лимбургским домом, в которую оказался вовлечён Генрих, закончилась только в 1243 году.
Генрих также оказал влияние на Гельдерн и Голландию в период правления несовешеннолетих Оттона II, графа Гельдерна, сына сестры Генриха Маргариты, и Вильгельма II, графа Голландии, сына сестры Генриха Матильды. В 1247 году Генрих отказался в пользу последнего от немецкой короны.
После смерти первой жены Марии, дочери Филиппа Швабского, он женился в 1240 году на Софии, дочери ландграфа Тюрингии Людовика IV. В том же году разгорелся конфликт с кёльнским епископом по поводу Далема.
В 1247 году умер дядя Софии Тюрингской, антикороль Генрих Распе. Началась война за тюрингское наследство, по итогам которой сын Генриха и Софии Генрих Дитя стал ландграфом Гессена, основав гессенскую линию Брабантского дома.
12 января 1248 года, за несколько дней со смерти, первым в истории Брабанта Генрих II опубликовал хартию (нидерл. landsprivilegie), гарантировавшую неприкосновенность определённых прав подданных. В том числе Генрих отказался от права «мёртвой руки», неотчуждаемого права собственности.
Генрих похоронен вместе с Софией Брабантской в хоре церкви цистерцианского аббатства в Виллер-ла-Виль. Этому аббатству Генрих начиная с 1236 года делал значительные дары в виде сельскохозяйственных угодий и леса.

## Браки и дети
Генрих был женат дважды. Его первой супругой была Мария Швабская, дочь Филиппа Швабского и Ирины Ангелины, дочери византийского императора Исаака II Ангела. В этом браке родились:
1. Матильда, замужем за
  1. (1237 год[2]) графом Робертом I д’Артуа, братом короля Людовика IX Святого.
  2. (не позднее 31 мая 1254 года) за Ги II де Шатийоном, графом де Сен-Поль
2. Беатриса (1225 — 11 ноября, 1288), замужем за:
  1. (10 марта 1241 года[2]) Генрихом IV Распе, ландграфом Тюрингии;
  2. (ноябрь 1247 года) Гильомом III, графом Фландрии (1224 — 6 июня 1251 года).
3. Мария (1226-1256), замужем за Людвигом II Баварским[2], была обезглавлена мужем по подозрению в измене. Позднее Людвиг признал, что его подозрения были безосновательны и во искупление греха он основал цистерцианский монастырь в Фюрстенфельдбруке.
4. Маргарита (ум. 14 марта 1277 года), аббатиса Хертогенталя[2], монастыря основанного её отцом в 1230 году.
5. Генрих, герцог Брабанта
6. Филипп, умер в младенчестве

Вторым браком Генрих был женат на Софии Тюрингской (20 марта 1224 года — 29 мая 1275 года), дочери ландграфа Тюрингии Людовика IV и св. Елизаветы Венгерской. В этом браке родились:
1. Елизавета (1243 — 9 октября 1261), замужем за Альбертом I, герцогом Брауншвейг-Люнебургским.
2. Генрих (1244 — 1308), ландграф Гессена с 1264 года,